# Yole Club do Pará
Yole Club do Pará foi uma agremiação esportiva da cidade de Belém, Pará.

## História
O clube possuía como principal esporte o remo, começando a prática do esporte em 1917. Em 1918 o clube participa do Campeonato Paraense de Futebol.

## Estatísticas

### Participações
| Competição | Competição          | Temporadas | Melhor campanha   | Estreia | Última | P | R |
| Pará       | Campeonato Paraense | 1          | ? colocado (1918) | 1918    | 1918   | – | – |